# الدار البيضاء باي نايت (فلم)
الدار البيضاء باي نايت فيلم مغربي من كتابة وإخراج مصطفى الدرقاوي سنة 2003، الفيلم يتكلم عن الفساد الذي تعيشه الدار البيضاء في لياليها، وذلك عبر قصة فتاة شابة تعيش وسط بيت فاسد بالمدينة القديمة فتضطر بدورها لاحتراف الدعارة لليلة واحدة فقط من أجل توفير مبلغ مالي لإجراء عملية جراحية لأخيها الأصغر، مما سيجعلها تعيش العديد من المغامرات وسط المدينة التي لا تنام الدار البيضاء. فلم أثار ضجة كبيرة في المغرب لتطرقه لبعض المواضيع الإباحية التي من النادر التطرق لها بالشكل الذي تطرق إليه الدرقاوي في هذا الفيلم، هذه الضجة رافقها نجاج كبير في شباك التذاكر وحقق مداخيل كبيرة بعد استمراره في دور العرض المغربية لعدة أسابيع .